# Bernard z Harrachu
Bernard z Harrachu (německy Bernhard von Harrach, † 21. srpna 1433) byl rakousko-český šlechtic z rodu Harrachů v Dolním Rakousku.

## Život
Narodil se jako syn Oldřicha (Udalricha) z Harrachu († 1401), pána z Ottenu, a jeho manželky Dorothey Schwandtnerové. V roce 1357 se jeho otec podruhé oženil s Julianou Grubnerovou z Alainsteigu. Byl také vnukem Dětřicha (Theodorika/Dietricha) z Harrachu († 1336) a Kunigundy. Jeho strýc Pavel z Harrachu († 1377) v letech 1352–1359 zastával úřad biskupa v Gurku a od roku 1359 až do své smrti v roce 1377 úřad knížete-biskupa ve Frisinkách.

## Příjmení
Bernhard z Harrachu se oženil s Dorotheou z Folkry, dcerou Štěpána z Folkry, pána z Dornachu, a Barbary Talhammerové. Manželé měli šest dětí:   
- Albrecht z Harrachu, ženatý s Marií z Klingenu
- Petr z Harrachu
- Oldřich z Harrachu
- Bedřich z Harrachu († 1486), ženatý s Barbarou Götzendörferovou
- Linhart I. z Harrachu († 8. ledna 1461), korutanský hejtman, ženatý poprvé s Annou Zellerovou, podruhé s Magdalenu z Wackerzilla a potřetí s Uršulou Pelaiterovou (1422–1478)
- Barbora z Harrachu, provdaná za Stefana Genzendorfa

Bernhard z Harrachu se podruhé oženil s Uršulou Krumpacherovou, s níž měl dva syny:
- Hans z Harrachu († 17. června 1480), pán z Gogic, ženatý s Catherine Alanzbeck
- Oswald z Harrachu, ženatý s Margaret Klingenbrunner